# Västgöta tre- och femmänningsregemente till häst
Västgöta tre- och femmänningsregemente till häst var ett kavalleriregemente i svensk tjänst åren 1700–1721. Regementet kallades även Västgöta (och Bohusläns) tremänningsregemente till häst.

## Historia
I hemlandet. I regementet insattes år 1702, 250 man fyrmänningar från Skaraborgs län och år 1703, 200 man femmänningar från Småland. Därefter benämndes regementet Västgöta tre- och femmänningsregemente till häst. I Skåne 1709 och fälttåget 1710. Sedan mestadels på västkusten, men en skvadron i Skåne 1714. Sedan i hemlandet. Upplöstes 1721, då dess manskap insattes i finska infanteriregementen.

## Förbandschefer
- 1700–1701: G. Ulfsparre
- 1701–1717: G.F. Lewenhaupt
- 1717–1721: D.J. von Löwenstern